# Liriomyza himalayana
Liriomyza himalayana este o specie de muște din genul Liriomyza, familia Agromyzidae, descrisă de Garg în anul 1971. Conform Catalogue of Life specia Liriomyza himalayana nu are subspecii cunoscute.